# José María Movilla Cubero
José María Movilla (Madrid, 8 de febrer de 1975) és un exfutbolista madrileny, que ocupà el lloc de migcampista.

## Trajectòria
Va sorgir de les categories inferiors del Reial Madrid, però abans de passar als filials va deixar l'entitat per jugar amb clubs de Segona B, com el Moscardó, el CD Numancia i el CD Ourense, amb qui debuta en Segona Divisió la temporada 97/98.
La 98/99 la juga amb el Màlaga CF, tot quallant una gran temporada: és titular (41 partits i 2 gols), i els andalusos pugen a primera divisió. A la màxima categoria, Movilla va ser una peça fonamental del seu equip durant altres dues temporades.
L'estiu del 2001 marxa a l'Atlètic de Madrid, amb qui aconsegueix un altre ascens a Primera. Amb els matalassers realitza dues campanyes de titular, però perd aquesta condició la temporada 02/03, la qual marxaria a meitat al Reial Saragossa, en qualitat de cedit, i posteriorment traspassat. En el conjunt aragonès, el migcampista romandria tres temporades i mitja, amb una trajectòria força discreta.
La temporada 07/08 recala al Reial Múrcia CF, amb qui baixa a Segona Divisió, i el 2009 fitxa pel Rayo Vallecano, també de la categoria d'argent. La temporada 2011-2012 Movilla torna a Primera Divisió després d'aconseguir l'ascens amb el Rayo Vallecano.
En acabar la temporada queda lliure, i després d'estar a punt de fitxar per l'Hèrcules CF de la Segona Divisió; torna al Reial Saragossa per disputar la temporada 2012-13 a primera divisió. Amb el conjunt aragonès, Movilla va esdevenir el jugador més veterà a vestir la seva samarreta, amb 37 anys i 332 dies, superant així la marca que tenia Enrique Yarza des de setembre de 1968.

## Palmarès
- Copa del Rei 2004
- Supercopa 03/04